# Margaret Hoelzer
Margaret Josephine Hoelzer (née le 30 mars 1983 à Huntsville dans l'Alabama) est une nageuse américaine spécialiste des épreuves de dos crawlé. Triple médaillée olympique en 2008, elle devient la championne du monde en titre du 200 m dos en petit et grand bassin. 

## Biographie
Margaret Hoelzer s'illustre à partir de 1998 en participant à une épreuve de coupe du monde et en intégrant l'équipe nationale juniors américaine. En 2000, elle participe sans succès aux sélections olympiques américaines. Après être montée pour la première fois sur le podium lors des championnats nationaux, elle remporte en 2002 la médaille d'or sur 200 mètres dos aux Championnats pan-pacifiques. L'année suivante, c'est au niveau mondial qu'elle monte sur la seconde marche du podium toujours sur 200 m dos lors des Championnats du monde de natation 2003. Lors des sélections olympiques de 2004, la nageuse obtient sa qualification pour les Jeux olympiques d'Athènes en remportant le 200 m dos. Cependant, lors du rendez-vous olympique, l'Américaine doit se contenter de la cinquième place lors de la finale du 200 m dos à moins d'une seconde du podium. 
Fin 2004, Hoelzer enlève son premier titre mondial en petit bassin à Indianapolis avant de conserver son titre de vice-championne du monde en grand bassin l'année suivante à Montréal (battue par la Zimbabwéenne Kirsty Coventry). Lors des Mondiaux 2007 organisés à Melbourne, l'Américaine conquiert sa première médaille d'or en grand bassin en devançant pour la première fois la championne olympique et championne du monde en titre Coventry. Elle s'empare par ailleurs du record national du 200 m dos jusque-là détenu par Natalie Coughlin (2 min 7 s 16 contre 2 min 8 s 53). Plus encore, elle réalise alors la seconde performance de l'histoire derrière la détentrice du record du monde Krisztina Egerszegi (un record que battra Kirsty Coventry quelque temps plus tard).
En 2008, la nageuse se qualifie à la fois sur 100 et sur 200 m dos pour les Jeux olympiques d'été de 2008 à l'occasion des Sélections olympiques d'Omaha. Sur 100 m dos, Hoelzer signe le troisième chrono de l'histoire en 59 s 21 pour obtenir sa qualification entre ses compatriotes Natalie Coughlin et Hayley McGregory. Elle signe par ailleurs le meilleur temps de l'histoire sur 200 m dos en 2 min 6 s 09 effaçant ainsi le record de Kirsty Coventry des tablettes.
Aux Jeux olympiques, la spécialiste du dos enlève trois médailles dont deux en individuel. La première est en bronze, remportée lors de la finale du 100 m dos qu'elle nage en 59 s 34, derrière sa compatriote Coughlin et la nageuse du Zimbabwe Coventry. Sur 200 m dos, Hoelzer décroche la médaille d'argent, en 2 min 6 s 23, derrière la favorite Kirsty Coventry qui lui reprend le record du monde du 200 m dos. Alignée lors des séries du relais 4 × 100 m 4 nages mais pas en finale, elle décroche tout de même une médaille d'argent au titre du relais classé à la deuxième place en finale.
Moins d'un mois après ces Jeux de Pékin, elle révèle qu'elle a été l'objet d'abus sexuels à l'âge de cinq ans par le père d'une amie. Elle a dénoncé son agresseur à l'âge de 11 ans ; un suspect a alors été arrêté mais aucune condamnation n'a été prononcée. Afin d'aider d'autres personnes dans le besoin, elle a obtenu un diplôme en psychologie sur les bancs de l'Université d'Auburn et participe aux activités du National child advocacy center.

## Palmarès

### Jeux olympiques
- Jeux olympiques de 2004 à Athènes (Grèce) :
  - 5e du 200 m dos (2 min 10 s 70).

- Jeux olympiques de 2008 à Pékin (Chine) :
  -  Médaille d'argent du 200 m dos (2 min 6 s 23).
  -  Médaille d'argent au titre du relais 4 × 100 m 4 nages (alignée en séries).
  -  Médaille de bronze du 100 m dos (59 s 34).

### Championnats du monde
| Épreuve              | Barcelone 2003 Grand bassin | Indianapolis 2004 Petit bassin | Montréal 2005 Grand bassin | Shanghai 2006 Petit bassin | Melbourne 2007 Grand bassin |
| -------------------- | --------------------------- | ------------------------------ | -------------------------- | -------------------------- | --------------------------- |
| 200 m dos            | Argent 2 min 9 s 24         | Or 2 min 5 s 04                | Argent 2 min 9 s 94        | Or 2 min 5 s 29            | Or 2 min 7 s 16             |
| 4 × 100 m 4 nages    | -                           | -                              | -                          | Argent 3 min 55 s 65       | -                           |
| 4 × 200 m nage libre | Or alignée en séries        | -                              | -                          | -                          | Or alignée en séries        |

| 8 médailles mondiales dont 5 en or 3 médailles d'or et 2 médailles d'argent en grand bassin - 2 médailles d'or et 1 médaille d'argent en petit bassin |

## Records

### Records personnels
Ces tableaux détaillent les records personnels de Margaret Hoelzer en grand et petit bassin au 21 janvier 2009.
| Épreuve   | Temps        | Compétition                            | Lieu              | Date       |
| 100 m dos | 59 s 21      | Sélections olympiques américaines 2008 | Omaha, États-Unis | 01/07/2008 |
| 200 m dos | 2 min 6 s 09 | Sélections olympiques américaines 2008 | Omaha, États-Unis | 05/07/2008 |

| Épreuve   | Temps        | Compétition                | Lieu                    | Date       |
| 100 m dos | 58 s 22      | Championnats du monde 2008 | Manchester, Royaume-Uni | 10/04/2008 |
| 200 m dos | 2 min 3 s 85 | Championnats du monde 2008 | Manchester, Royaume-Uni | 11/04/2008 |

### Records du monde battus
Ce tableau détaille l'unique record du monde battu par Margaret Hoelzer durant sa carrière ; celui-ci l'a été en grand bassin.
| Épreuve                   | Temps        | Compétition                            | Lieu              | Date       |
| 200 m dos en grand bassin | 2 min 6 s 09 | Sélections olympiques américaines 2008 | Omaha, États-Unis | 05/07/2008 |